# Euophrys quadripunctata
Euophrys quadripunctata là một loài nhện trong họ Salticidae.
Loài này thuộc chi Euophrys. Euophrys quadripunctata được Hippolyte Lucas miêu tả năm 1846.